# Байар II
Байар, Байсар,Байар-Аббас, Байрампас(XII век) — сын аварского нуцала Сураката.

## Биография
Одно из преданий гласит о том, что во время правления Сураката в Хунзахе в Аварское княжество вторгся отряд газиев во главе с Абу Муслимом. Хунзахцы не хотели принять ислам, и в местности Ачисал произошло крупное сражение между ними и арабскими войсками. В сражении пало много воинов с обеих сторон. Правивший Суракат погиб, а его сын Байар бежал в Тушетию. Либо же Суракат умер прежде битвы с газиями, и правителем стал его сын Байар.
Газии двинулись к южным горам, имеются ввиду аварские. Владетель Аварии Байар сын Сураки, с титулом нусал, бежал вместе с некоторыми из родственников, близких и их семей в область Туш, а они его раийаты. Газии опустошили сильнейший из городов Дагестана, резиденцию его владетеля - город, называемый Хумз, посредством принуждения и насилия, и убили многих воинов и их помощников, пленили их жен и детей, забрали их имущество и богатство. После того как [жители Авара] приняли ислам, престол [их владыки] занял с радостью и достоинством [один] из потомков шейха Ахмада [по имени] Масумбек, а он входит в хаканскую генеалогию. [Затем] обосновался там шейх Абу Муслим [в качестве] их имама, вали и хакима - а он был достойнейшим из их ученых. Спустя 30 лет Абу Муслим скончался на территории Аварского нуцальства и был похоронен в Хунзахе.
Когда арабы одолели Аварию, Байар бежал в Грузию, набрал там войско, напал на арабов и истребил их. Так с переменным успехом борьба
длилась в течение 40 лет, пока мусульмане в конце концов не взяли верх. В это время прекратило свое существование династия Сураката на аварском престоле. Что касается Тануси, то здесь при введении ислама применялось принуждение, что побудило многих жителей покинуть столицу, и с тех пор она навсегда превратилась в обычный маленький аул.
Байар также как и отец умер в изгнании.
По мнению Хапизова, его отец умер приблизительно в 1250-х годах, за несколько лет до первого похода газиев на Хунзах и его захвата. А.Р. Шихсаидов и А.Е. Криштопа на основании сообщения исторического сочинения «Сказание об Аргвани», полагают, что первый поход имело место в 654 г. хиджры, т.е. в 1256 г. н.э. После чего война против газиев продолжалась около 30 лет.